# Terminologia do mobiliário
Esta é uma lista sobre terminologia do mobiliário, onde se incluem os diferentes tipos de mobiliário, elementos decorativos, técnicas, etc, com uma breve descrição das características principais de cada um.

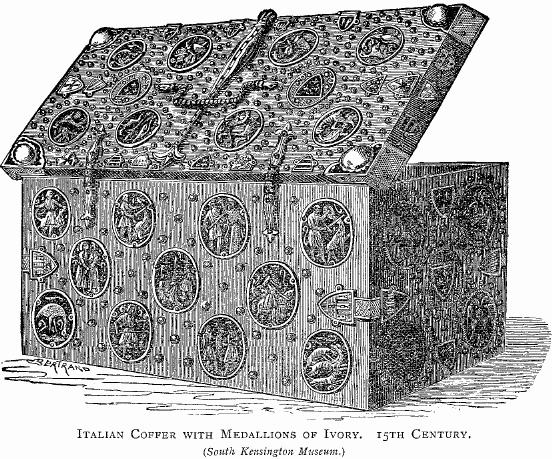
Arca

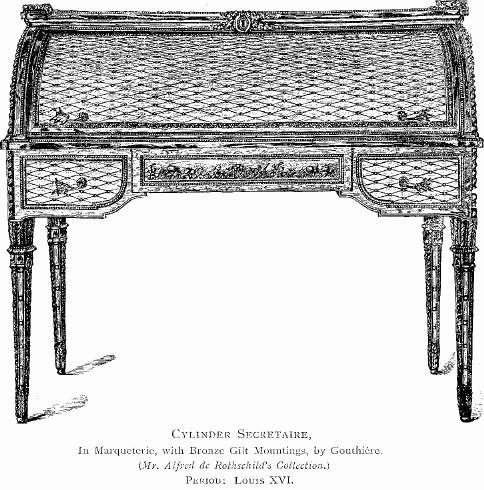
Bureau à cilindre

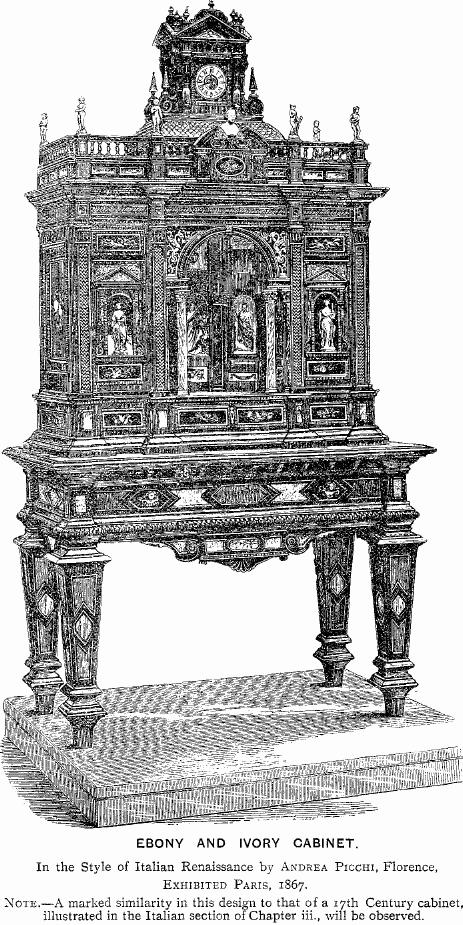
Cabinet

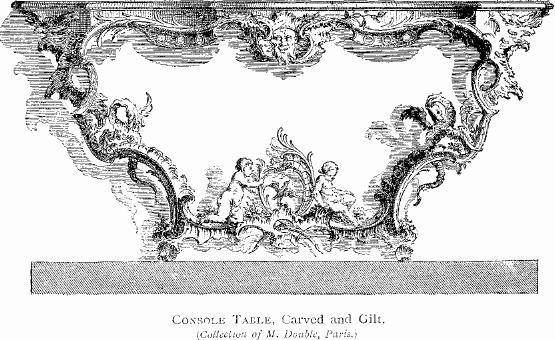
Consola

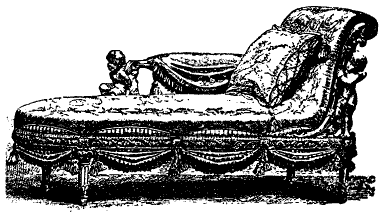
Chaise longue

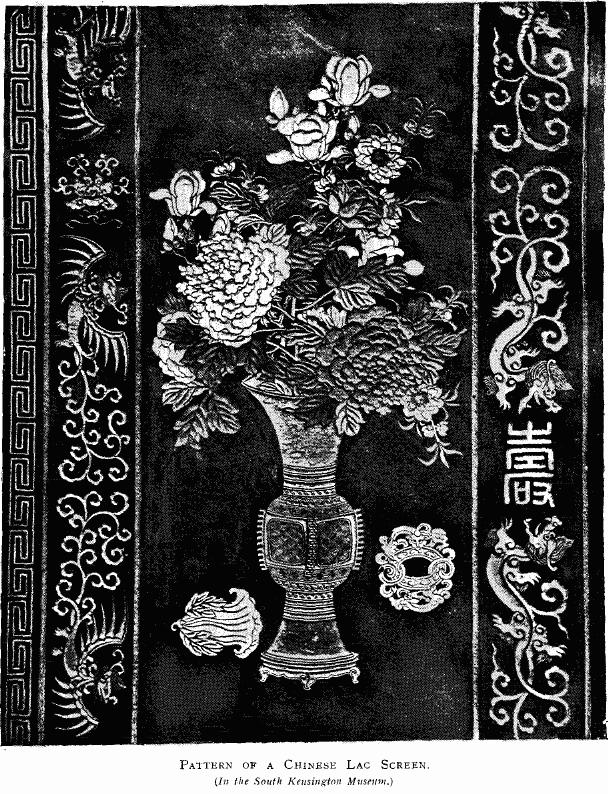
Pormenor de painel em laca chinesa

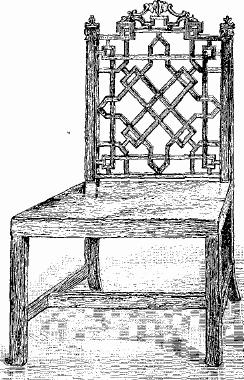
Cadeira Chippendale

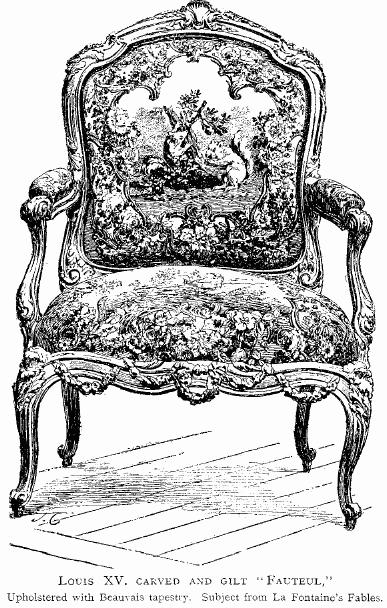
Fauteuil

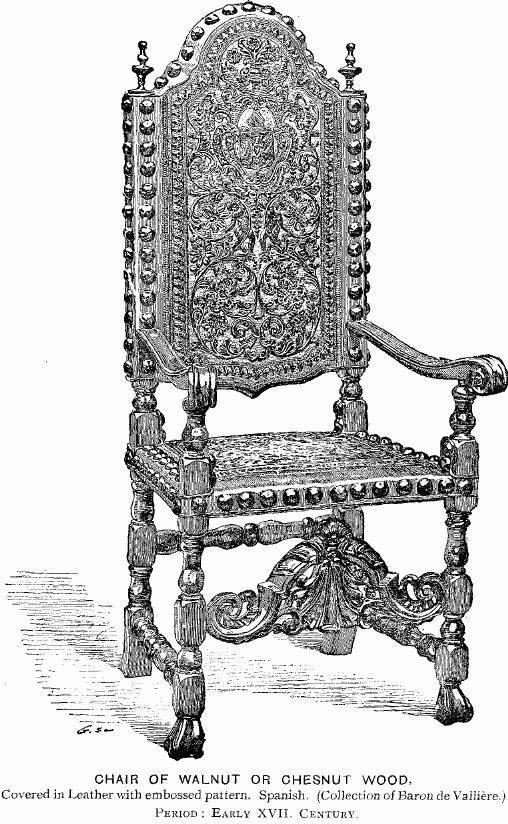
Frailero

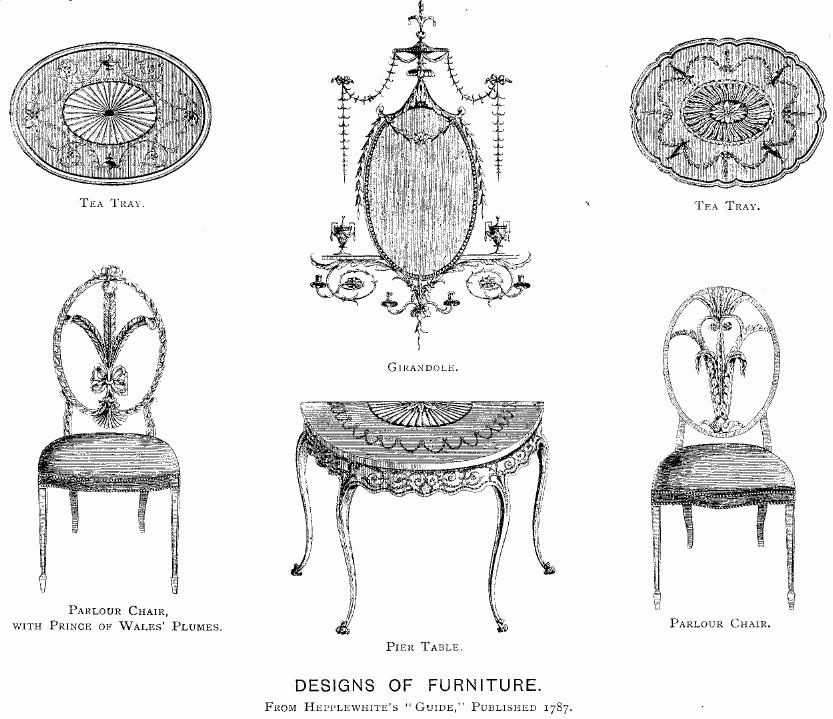
Peças em estilo Hepplewhite

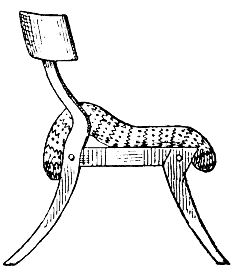
Klismos

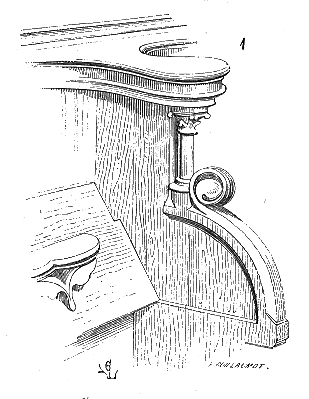
Misericórdia

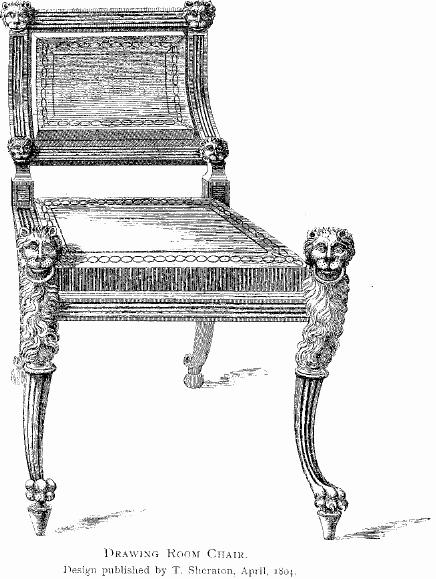
Cadeira Sheraton

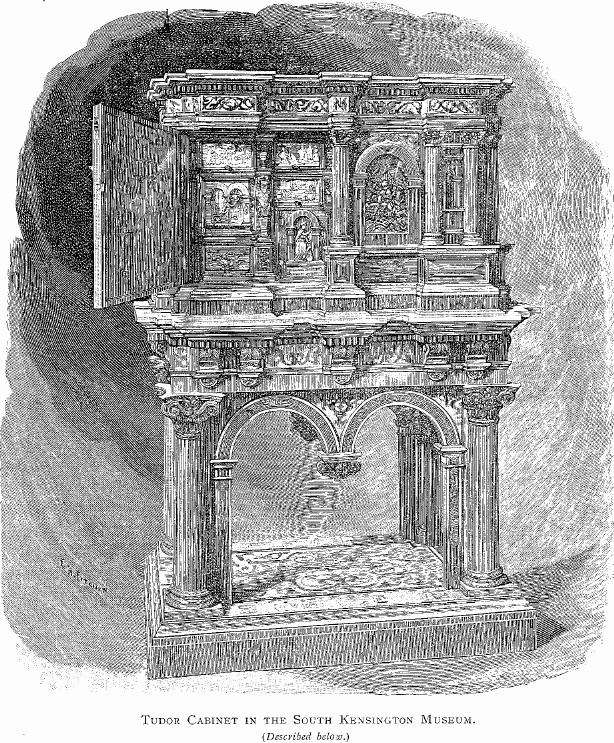
Cabinet Tudor

## A
- Adam, estilo: estilo de mobiliário em Inglaterra no século XVIII.
- Arca: caixa de grandes dimensões para diversos fins. Móvel base na Idade Média, que se transforma em assento, mesa, etc.
- Arquibanco: desenvolve-se no gótico a partir da arca, e serve de assento para várias pessoas.
- Athénienne: peça com três pés para diversas utilidades, por exemplo, lavabo (bacia e jarro em porcelana).

## B
- Baldaquino: cobertura de uma cadeira ou trono assente em colunas ou preso à parede.
- Bargueño: versão do cabinet no Renascimento espanhol, em que o corpo inferior pode ser em arcaria (pé-de-ponte), fechado com portas (taquillon) ou uma mesa.
- Bergère en confessional: espécie de sofá com apoios laterais para a cabeça.
- Bureau à cilindre: secretária com tampo arqueado.
- Bonheur-du-jour: pequena secretária de senhora.
- Borne: sofá circular para várias pessoas e encosto único elevado.
- Bureau-plat: secretária de superfície plana (tampo rectangular).
- Braganza foot: pé terminando em forma de pincel, usado nas cadeiras de sola e usado também em Inglaterra.
- Bufete: mesa rectangular portuguesa do século XVII, com bolachas sobrepostas nas pernas (torneados achatados) e gavetas a toda a volta (simuladas num dos lados).

## C
- Cabeceira: parte da cama para onde fica virada a cabeça.
- Cabinet: móvel com gavetas, que surge no Renascimento, e assenta originalmente numa mesa. Evolui para móvel independente, em que a parte inferior, anteriormente a mesa, pode ser fechada ou aberta.
- Cachaço: numa cadeira, a parte superior do espaldar.
- Cadeira: móvel de assento.
- Cadeira de sola: cadeira portuguesa do século XVII, rígida e revestida a couro no espaldar e assento, preso com pregaria de latão. A testeira é decorada e os pés terminam em pincel (Braganza foot)
- Cama de bilros: cama típica portuguêsa do século XVII, em que a cabeceira é decorada com torneados em espiral encimados por pequenas peças chamadas bilros.
- Canapé: móvel longo para estender o corpo, com espaldar e braços.
- Canterbury: estante movível do estilo regency, em Inglaterra, e que apresenta divisões verticais para colocar pautas de música.
- Caquetoire: cadeira de espladar inclinado que surge em França durante o  Renascimento.
- Cariátide: coluna com figura feminina no lugar do fuste.
- Cátedra: no gótico é o assento para as pessoas mais ilustres, que pode ser coberto por um baldaquino. É a cadeira episcopal no coro de uma catedral, ou a cadeira elevada a partir de onde alguém faz um discurso.
- Chaise longue: cadeira que surge nos finais do século XVII e que permite estender as pernas (podendo-se unir, para isso, 2 ou 3 assentos).
- Chauffeuse: assento para colocar frente à lareira.
- Chest of drawers: equivalente a cómoda, o termo surge em Inglaterra durante o estilo Queen Anne.
- Chiffonier: cômoda estreita alta com mais ou menos 6 gavetas.
- Chinoiserie: decoração imitando a estética chinesa.
- Chippendale: estilo de mobiliário em Inglaterra no século XVIII criado por Thomas Chippendale.
- Cintura: numa cadeira é a moldura que liga as pernas ao assento.
- Coiffeuse: mesa com espelho que se pode baixar para servir de apoio à escrita.
- Cómoda: Armário baixo com gavetas, que se tornou numa peça importante a partir do século XVIII.
- Confident: dois sofás unidos lateralmente, mas em direcções opostas, onde os ocupantes podem falar de frente.
- Console: espécie de mesa cortada a meio para encostar à parede.
- Contador: versão do cabinet em Portugal no século XVII, em que as gavetas estão à vista. Exemplares de grande qualidade no estilo indo-português.
- Copeiro: armário para guardar louça, onde o corpo superior apresenta prateleiras com balautrada para amparar as peças.
- Credência: armário baixo com portas, que surge no Renascimento, e sobre o qual assenta um tampo mais largo.
- Curule: banco da Roma Antiga com as pernas cruzadas em X.

## D
- Directório, estilo: estilo de mobiliário França do século XVIII que antecede o estilo império.
- Drum-topped table: mesa do estilo regency, em Inglaterra, que pode ser circular ou com 8 lados, com gavetas a toda a volta e, por vezes, giratória.

## E
- Ebanisteria: originalmente refere-se ao acto de trabalhar o ébano, mas passou-se a aplicar a todo o tipo de marcenaria de alta qualidade, especialmente com folheados e marqueteria. Ebanista ou ébeniste, é o profissional da ebanisteria. Ver menuisier.
- Espaldar: parte de uma cadeira, mais ou menos perpendicular ao chão, que serve de apoio às costas de quem se senta.
- Estilo Nacional Lusitano: estilo de mobiliário desenvolvido em Portugal no século XVII com características próprias.

## F
- Faldistório: cadeira episcopal sem esplandar e pernas cruzadas, colocada ao lado do altar-mor numa igreja.
- Fauteuil: com origem no faldistório, é um assento com espaldar e barços, muito desenvolvido no século XVIII.
- Fauteuil à coiffer: assento com espaldar recortado em curva no topo para permitir apoiar o pescoço e facilitar o acto de pentear.
- Fauteuil à la reine: assento de espaldar direito.
- Fauteuil à médaillon: assento com espaldar oval (na vertical).
- Fauteuil en cabriolet: assento de espladar côncavo.
- Fauteuil cabinet: assento curvo para secretária masculina.
- Fauteuil voltaire: apresenta nas costas uma curva anatómica.
- Fiadores: ferros longos e finos que unem as pernas ao tampo, em mesas do Renascimento espanhol.
- Frailero: cadeira de braços que se desenvolve no Renascimento espanhol, de estrutura rígida e com espaldar e assento cobertos por couro ou tecido preso com cravos metálicos. As travessas das pernas são baixas, junto ao chão, e a testeira é mais larga e decorada.

## G
- Georgeano, estilo: estilo de mobiliário em Inglaterra no século XVIII.

## H
- Hepplewhite, estilo: estilo de mobiliário em Inglaterra no século XVIII.

## I
- Indiscret: sofá de 3 lugares divididos entre si por encostos ondulados, que formam uma hélice quando vistos de cima.
- Império, estilo: estilo de mobiliário França do século XIX que antecede o estilo restauração.

## J
- D. João V, estilo: estilo de mobiliário em Portugal no século XVIII.
- D. José, estilo: estilo de mobiliário em Portugal no século XVIII.

## K
- Klismos: cadeira da Grécia Antiga com espaldar em forma de banda horizontal larga e côncava. As pernas são curvas em forma de sabre, estreitando em direcção ao chão. Foi reutilizada a partir do estilo directório do século XVIII.

## L
- Luís XIII, estilo: estilo de mobiliário francês do século XVII que antecede o estilo Luís XIV.
- Luís XIV, estilo: estilo de mobiliário francês do século XVII que surge após o estilo Luís XIII e antecede o estilo regência.
- Luís XV, estilo: estilo de mobiliário francês do século XVIII que surge após o estilo regência e antecede o estilo Luís XVI.
- Luís XVI, estilo: estilo de mobiliário francês do século XVIII que surge após o estilo Luís XV e antecede o estilo directório.

## M
- Manchette: estofo nos braços de uma cadeira.
- D. Maria, estilo: estilo de mobiliário em Portugal no século XVIII.
- Marqueteria: composição ornamental feita através de diferentes materias unidos como num puzzle ou mosaico. Atinge níveis de grande qualidade com Boule, nome relevante em França no século XVIII.
- Menuisier: o que trabalha com a madeira maciça. Ver ebanisteria.
- Méridienne: lit de repôs com cabeceiras a alturas diferentes e que resultam num espaldar em diagonal.
- Mesa de cavalete: mesa em uso na Idade Média que consiste numa longa tábua de madeira assente em cavaletes, e que pode ser coberta por toalhas.
- Misericórdia: num cadeiral no coro de uma igreja, é a extremidade esculpida do assento, que quando recolhido verticalmente, oferece ao clérigo a possibilidade de repouso em caso de longas permanências de pé.

## O
- Ottomane ou Otomana: Canapé baixo, estofado e de espaldar curvo, que surgiu no século XVIII.

## P
- Palmeta: ornamento em forma de folha estilizada, geralmente utilizada em bandas ou frisos.
- Pé em bolacha: perna termiando em bola achatada.
- Pé em garra e bola: perna que termina em garra de animal a agarrar uma bola.
- Pembroke table: mesa do estilo regency, que deixa cair duas abas laterais para reduzir a sua dimensão quando necessário.
- Poudreuse: mesa com espelho.
- Preguiceiro: leito de repouso com 6 a 8 pernas e espaldar inclinado para trás.
- Psyché: espelho rectangular que pode ser inclinado como se deseje, inserido em moldura movível.

## Q
- Queen Anne, estilo: estilo de mobiliário em Inglaterra no século XVIII.

## R
- Regência, estilo: estilo de mobiliário francês do século XVIII que antecede o estilo Luís XV.
- Regency, estilo: estilo de mobiliário em Inglaterra no século XIX.
- Rocaille: sinónimo de rococó, e que designa um tipo de decoração irregular com rochas e conchas.

## S
- Sheraton, estilo: estilo de mobiliário em Inglaterra no século XVIII.

## T
- Tallboy: peça que nasce da sobreposição de duas Chest of drawers, que é composta por gavetas e tem tendência a estreitar de baixo para cima.
- Testeira: numa cadeira é a travessa que une as pernas dianteiras, e que pode ser decorada.
- Tremó: peça de aparato que consiste na união entre uma consola e um espelho.
- Tudor, estilo: estilo de mobiliário em Inglaterra na entre finais do século XV e inícios do século XVII.

## V
- Vitoriano, estilo: estilo de mobiliário em Inglaterra em 2020
- Voyelle ou voyeuse : cadeira sem braços onde se pode sentar “ao contrário” apoiando os braços no cachaço da cadeira, enquanto se vê jogar.

## W
- What-not: móvel do estilo regency, composto por prateleiras unidas através de finos perfis, e que é colocado entre duas janelas.
- William & Mary, estilo: estilo de mobiliário em Inglaterra no século XVII.